# Scott Moe
Scott Moe (nascido em 1973) é um político canadense que atualmente ocupa o cargo de premier da província de Saskatchewan.
É um membro da Assembléia de Saskatchewan, atuou no conselho executivo de Brad Wall como Ministro de Educação Avançada de 2014 a 2016 e depois como Ministro do Meio Ambiente de 2016 a 2017, após disso, se demitiu para lançar sua campanha para a liderança do Partido de Saskatchewan.